# (1103) Secuoya
(1103) Secuoya es un asteroide perteneciente al cinturón interior de asteroides descubierto por Wilhelm Heinrich Walter Baade el 9 de noviembre de 1928 desde el observatorio de Hamburgo-Bergedorf, Alemania.

## Designación y nombre
Secuoya fue designado al principio como 1928 VB.
Más tarde se nombró así por el Parque nacional de las Secuoyas, Estados Unidos.

## Características orbitales
Secuoya está situado a una distancia media de 1,933 ua del Sol, pudiendo acercarse hasta 1,751 ua. Tiene una excentricidad de 0,09453 y una inclinación orbital de 17,9°. Emplea 982 días en completar una órbita alrededor del Sol. Forma parte del grupo asteroidal de Hungaria.